# دره پنجشیر

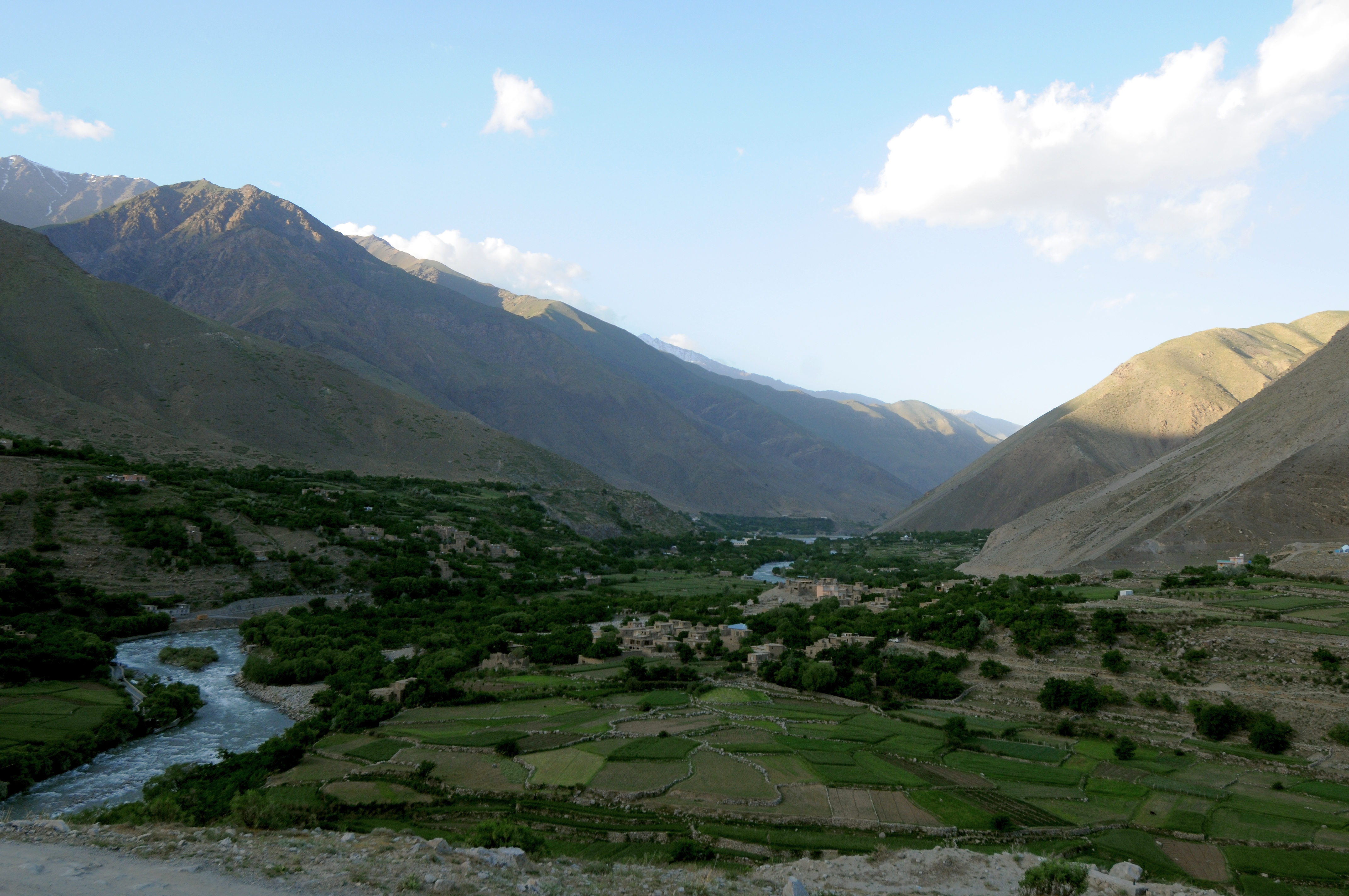
منظره‌ای از درهٔ پنجشیر

درهٔ پنجشیر یکی از مناطق افغانستان واقع در ولایت پنجشیر است. این دره از مناطق مهم ولایت پنجشیر به حساب می‌آید و نام ولایت پنجشیر برگرفته از نام همین منطقه است.
درهٔ پنجشیر در ۱۲۰ کیلومتری شمال شرقی کابل واقع شده و حدود صد هزار نفر جمعیت دارد که اکثرشان تاجیک و فارسی‌زبانند. ارتفاع دره از سطح دریا ۲٬۲۱۷ متر است که در نقاط مرتفع‌تر تا ۶ هزار متر می‌رسد.
آرامگاه احمد شاه مسعود، فرماندهٔ جنگ‌های چریکی علیه روس‌ها، در درهٔ پنجشیر قرار دارد. احمدشاه مسعود در همین منطقه زاده شده است و در همان‌جا نیز به خاک سپرده میشود .

## جغرافیا
بزرگ‌ترین رود این دره، رود پنجشیر است که سرچشمهٔ آن در نقطه‌ای به نام ناوک در کوتل (گردنه) انجمن در کوهستان‌های هندوکش است. در میانهٔ راه رودهای غوربند و پروان و چند رود دیگر نیز به آن می‌پیوندند. در نهایت این رود به رود کابل می‌ریزد.
درهٔ پنجشیر در دامنه‌های جنوبی هندوکش از دربند تا پریان یا از گلبهار تا کوتل انجمن را فراگرفته و خط عمومی آن از شمال شرق به جنوب غرب ممتد است.